# Hemocaterese
A hemocaterese é um processo pelo qual as hemácias e demais elementos figurados do sangue envelhecidos são eliminados da circulação. Uma hemácia vive em média entre 90 a 120 dias, ao passar esse período de vida essas células são destruídas através de fagocitose - processo utilizado pela célula para englobar partículas sólidas - que será realizado pelo baço e também pelo fígado. No fígado, por sua vez, a hemocaterese é realizada pelas células de Kupffer que fagocitam as hemácias velhas e liberam o ferro contido nas moléculas de hemoglobina.